# Synothele ooldea
Synothele ooldea là một loài nhện trong họ Barychelidae. Loài này phân bố ờ Nam Úc.